# Ferry Pass
Ferry Pass ist ein census-designated place (CDP) im Escambia County im US-Bundesstaat Florida. Das U.S. Census Bureau hat bei der Volkszählung 2020 eine Einwohnerzahl von 29.921 ermittelt.

## Geographie
Ferry Pass grenzt direkt nördlich an Pensacola sowie an den Flughafen der Stadt. Der CDP wird von den Interstates 10 und 110, vom U.S. Highway 90 (SR 10) sowie den Florida State Roads 289, 290, 291 und 742 durchquert bzw. tangiert.
Ferry Pass ist Teil der Pensacola-Ferry Pass-Brent Metropolitan Statistical Area.

## Demographische Daten
Laut der Volkszählung 2010 verteilten sich die damaligen 28.921 Einwohner auf 14.104 Haushalte. Die Bevölkerungsdichte lag bei 792,4 Einw./km². 76,8 % der Bevölkerung bezeichneten sich als Weiße, 15,3 % als Afroamerikaner, 0,7 % als Indianer und 2,2 % als Asian Americans. 1,6 % gaben die Angehörigkeit zu einer anderen Ethnie und 3,3 % zu mehreren Ethnien an. 5,9 % der Bevölkerung bestand aus Hispanics oder Latinos.
Im Jahr 2010 lebten in 22,0 % aller Haushalte Kinder unter 18 Jahren sowie 27,4 % aller Haushalte Personen mit mindestens 65 Jahren. 52,0 % der Haushalte waren Familienhaushalte (bestehend aus verheirateten Paaren mit oder ohne Nachkommen bzw. einem Elternteil mit Nachkomme). Die durchschnittliche Größe eines Haushalts lag bei 2,10 Personen und die durchschnittliche Familiengröße bei 2,74 Personen.
21,8 % der Bevölkerung waren jünger als 20 Jahre, 32,0 % waren 20 bis 39 Jahre alt, 22,8 % waren 40 bis 59 Jahre alt und 23,4 % waren mindestens 60 Jahre alt. Das mittlere Alter betrug 36 Jahre. 46,2 % der Bevölkerung waren männlich und 53,8 % weiblich.
Das durchschnittliche Jahreseinkommen lag bei 43.118 $, dabei lebten 15,7 % der Bevölkerung unter der Armutsgrenze.
Im Jahr 2000 war Englisch die Muttersprache von 94,94 % der Bevölkerung, spanisch sprachen 2,42 % und 2,64 % hatten eine andere Muttersprache.